# ATP Challenger Loipersdorf
Der ATP Challenger Loipersdorf (offiziell: Loipersdorf Challenger) war ein Tennisturnier, das 1986 einmal in Loipersdorf bei Fürstenfeld, Österreich, stattfand. Es gehörte zur ATP Challenger Tour und wurde im Freien auf Sand gespielt.

## Liste der Sieger

### Einzel
| Jahr | Sieger        | Finalgegner  | Ergebnis |
| ---- | ------------- | ------------ | -------- |
| 1986 | Thomas Muster | Ulf Stenlund | 6:3, 7:5 |

### Doppel
| Jahr | Sieger                   | Finalgegner                  | Ergebnis |
| ---- | ------------------------ | ---------------------------- | -------- |
| 1986 | Brad Drewett Wally Masur | Peter Carlsson Olli Rahnasto | 6:1, 6:4 |